# Wermsdorfer Fischerfest
Das Wermsdorfer Fischerfest auch Horstsee-Fischen ist ein Volksfest der Binnenfischer beim Abfischen in Wermsdorf in Nordsachsen.

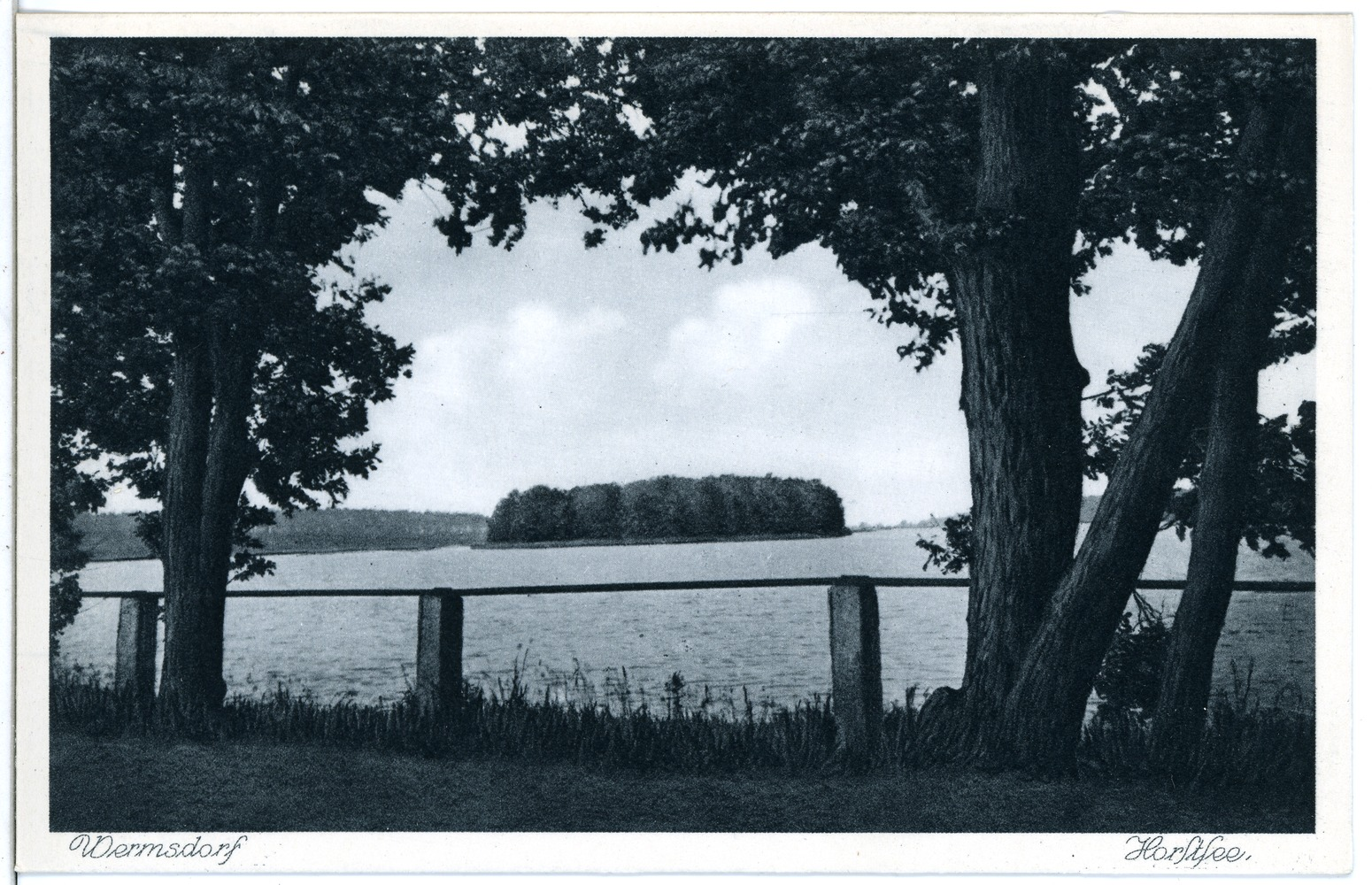
Horstsee um 1926

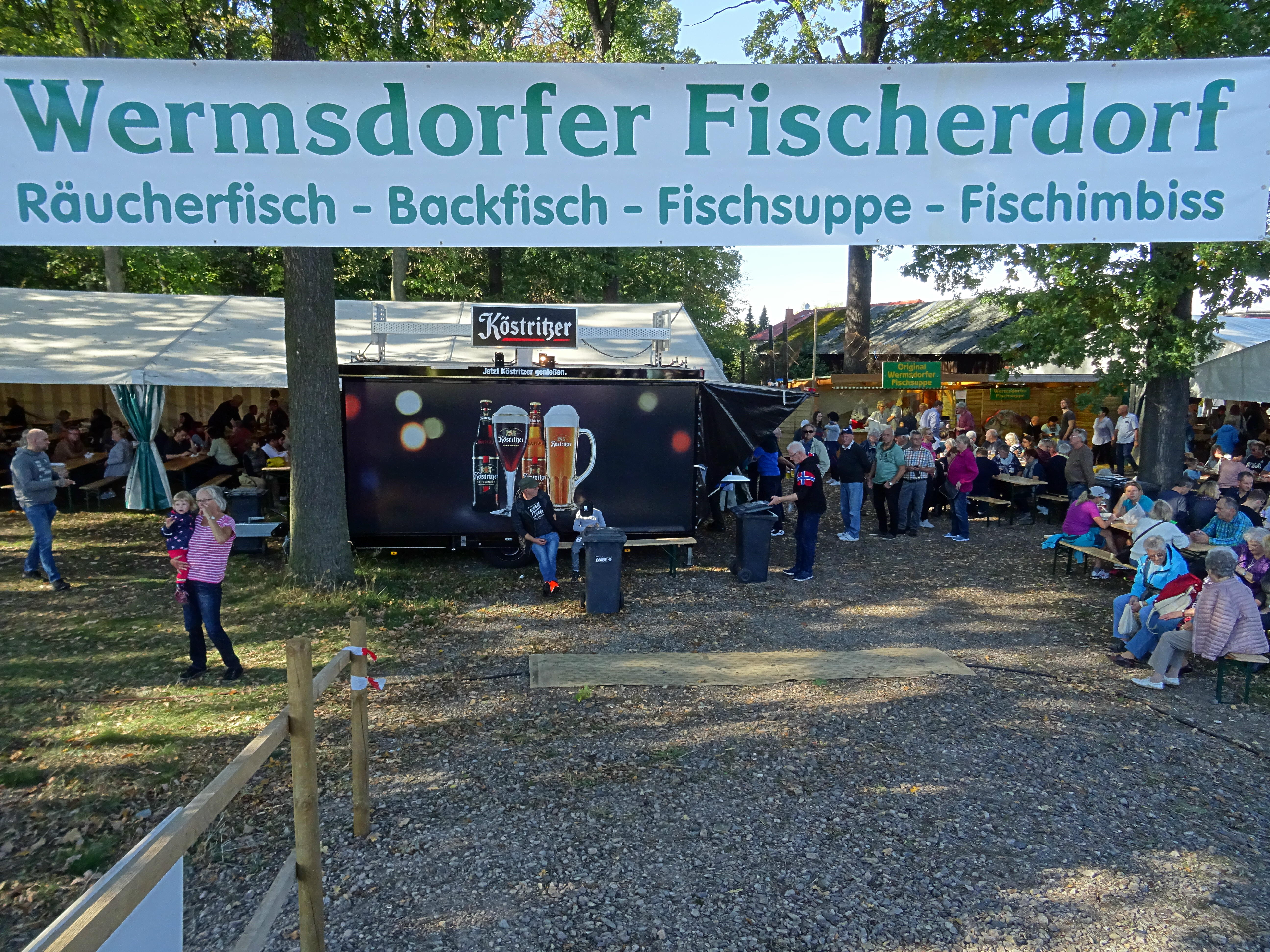
Fischerdorf

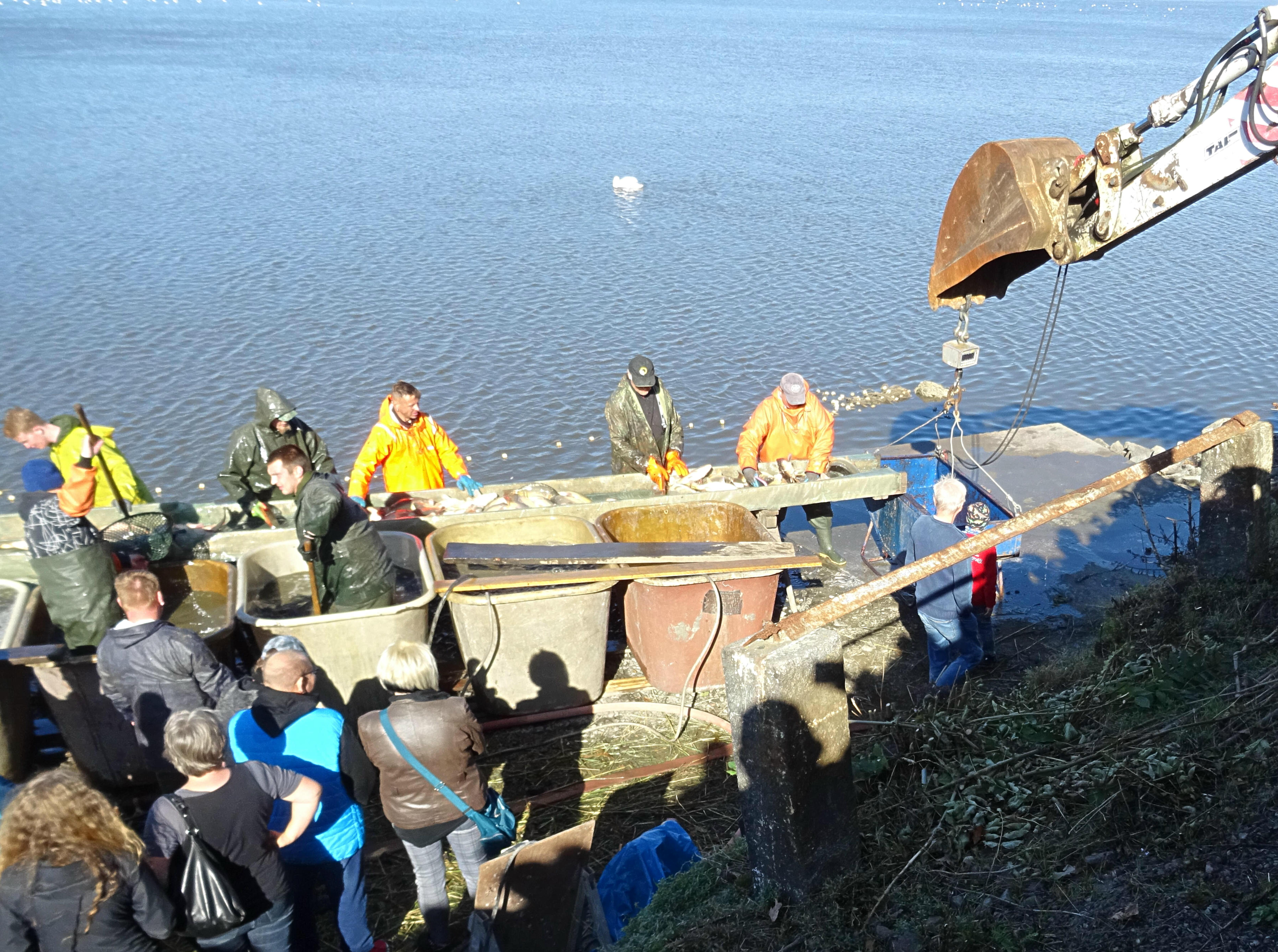
Fischzug

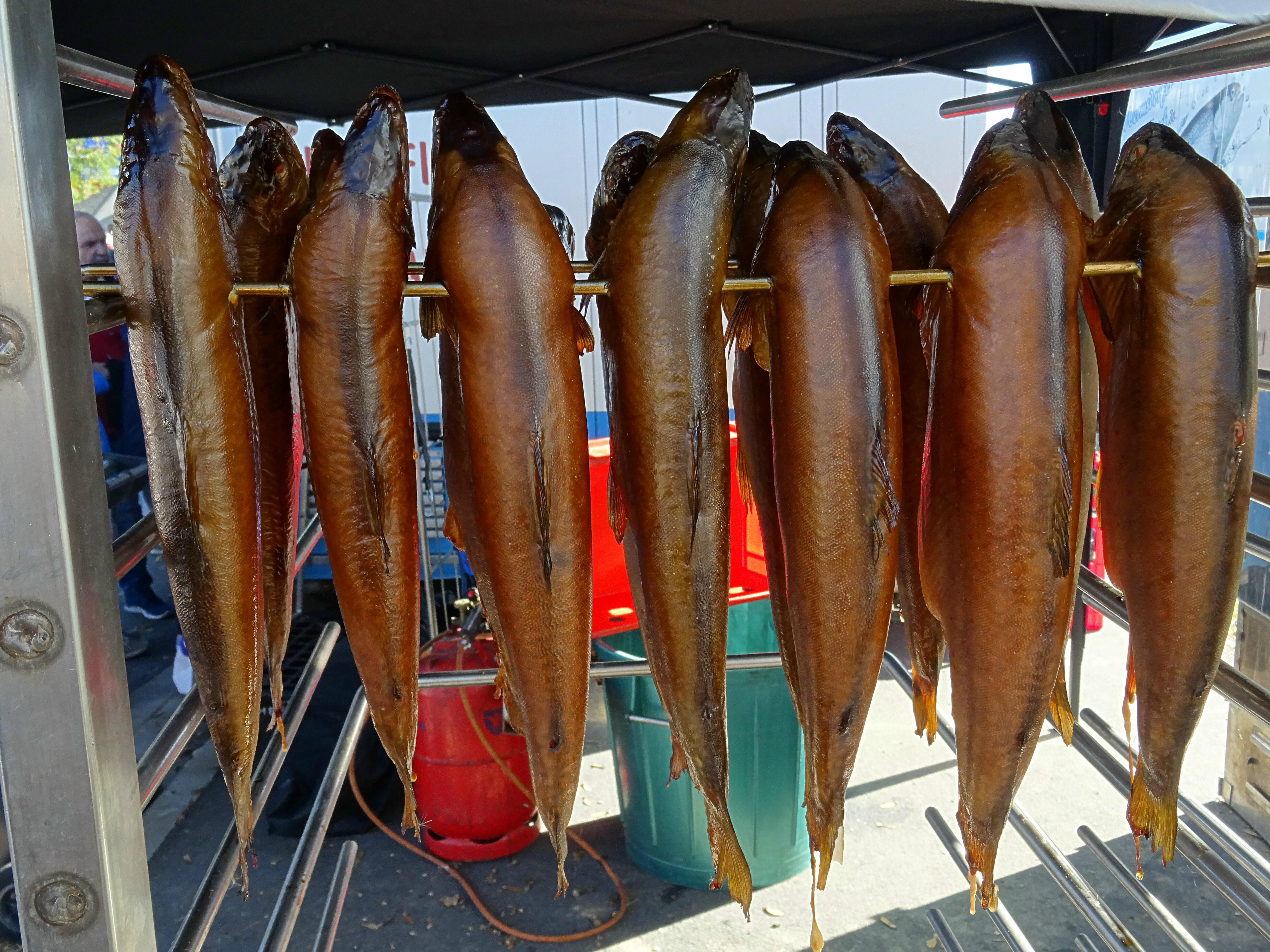
Räucherfisch

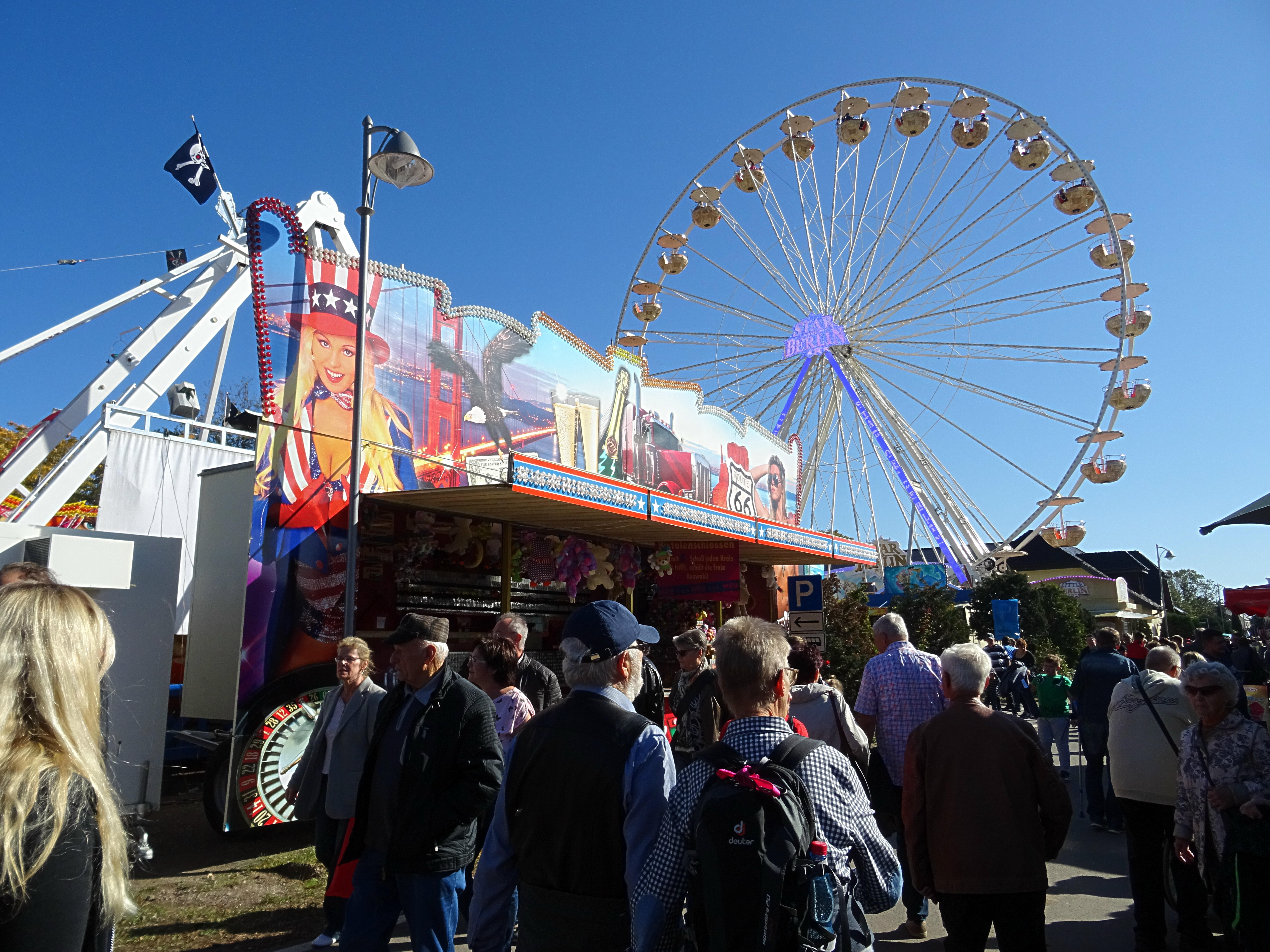
Riesenrad

August der Starke mit der Fischkönigin

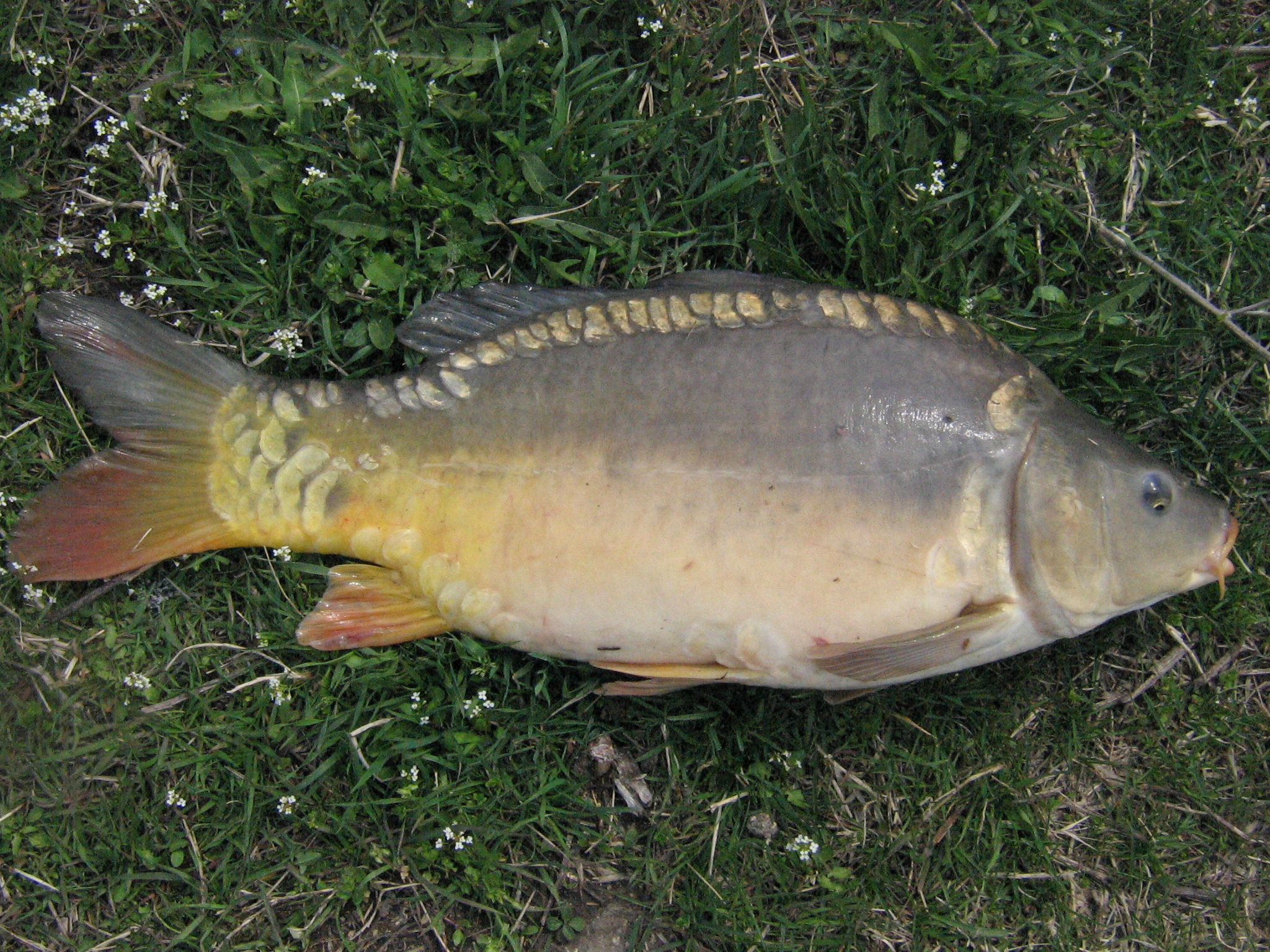
Spiegelkarpfen

## Geschichte

### Um 1500
Im nordsächsischen Hügelland zwischen den Städten Oschatz, Wurzen und Grimma, befindet sich die Teichwirtschaft Wermsdorf. Mit 27 Teichen und 350 ha Wasserfläche sowie dem Wermsdorfer Forst bilden diese ein großes Naturgebiet. Zudem befinden sich in Wermsdorf noch zwei Jagdschlösser der Wettiner, wobei das Größere, die barocke Hubertusburg das größte Schloss in Sachsen ist. Bereits vor 500 Jahren begann die Fischzucht in den Wermsdorfer Teichen. Um 1500 legte der Rittergutsbesitzer Heinrich von Starschedel aus Mutzschen mehrere Zuchtteiche an.
Dieser war als Berghauptmann in Schneeberg für den Kurfürsten tätig und konnte es sich finanziell leisten und damit den Teichbau finanzieren. In einer Urkunde vom 13. Juli 1502 werden die Teiche bereits genannt. Diese wurden im Jahre 1577 an den sächsischen Kurfürsten August I. verkauft. Aus den 18 Teichen mit einer Gesamtfläche von 341 Hektar entstand somit die Amtsteichwirtschaft Mutzschen. Somit sind die Teiche bereits 442 Jahre in staatlichen Besitz der Wettiner und des Landes Sachsen. Dabei war der Horstsee mit damals 84 Hektar und seiner Insel das größte Gewässer. Diese Insel verlieh dem See seinem Namen, da in Urkunden die Insel als Horst genannt wurde. Eine ideale Brutstätte für Wasservögel. Neben der Teichwirtschaft Mutzschen bewirtschafteten die Kurfürsten noch die Amtsteichwirtschaft Torgau und Moritzburg. Der Ertrag der Mutzschener Wirtschaft betrug durchschnittlich 10 bis 13 Tonnen Frischfisch. Ein Amtmann war verantwortlich für die Fischzucht. Verteilt auf die untergebenen Amtsfischmeister und Fischknechten sollten die bestmöglichen Erträge heraus gewirtschaftet werden. Dabei wurden die Teiche streng nach einsömmrige und zweisömmrige Karpfen und Speisefisch eingeteilt. Bei nötigen Erhaltungsarbeiten und beim Abfischen wurden Fronpflichtige aus den umliegenden Dörfern herangezogen.

### Ab 1766
Die Bewirtschaftung der Fischteiche änderte sich ab dem Jahr 1766 unter dem Amtmann Petsch. Dieser steigerte die Erträge durch einen neuen Ernteturnus. Der Verkauf der Abfischung erfolgte schon auf dem Deichdamm, so wurde die Hälfte der Abfischung bereits verkauft. Die restlichen Fische übernahmen die Fischhändler. Als Hauptfisch wurde der Karpfen und weitere Speisefische Schleie, Hechte, Zander, Wels, Forelle und Barsche sowie Karauschen gezüchtet. Im Jahr 1787 wurden die Wermsdorfer Teiche an Grundbesitzer als Pächter vergeben. Bis zum Jahr 1836 konnten noch Fronpflichtige für Dienste herangezogen werden. Ab dem Jahr 1837 wurden in Sachsen die Frondienste abgeschafft. Mit der Industrialisierung und dem Anschluss an die Schmalspurbahn entwickelte sich bereits zum Abfischen ein starker Individualverkehr. Dieses mehrtägige Spektakel des Abfischens und der Direktverkauf sorgte für Volkfeststimmung. Abgefischt wurde am Horstsee. Der Andrang war bereits so hoch, dass die Landesgendarmerie für Ruhe und Ordnung sorgen musste.

### Ab 1947
Die Verpachtung endete im Jahr 1947, von da an wurde diese bis zum Jahr 1952 in eine Sächsische Staatsteichwirtschaft umgewandelt. In der Zeit von 1948 bis 1990 war die Teichwirtschaft ein Betriebsteil des VEB Binnenfischerei Wermsdorf und gelangte durch neue Zuchtmethoden zur Blütezeit. Es sind Teiche erneuert und neue angelegt worden. Es entstanden 15 neue Teiche mit einer Wasserfläche von 196 Hektar. Darunter ist auch der 95 Hektar große Döllnitzsee mit der Vorsperre eingerechnet. Nach der Wende 1990 wurde die Teichwirtschaft im Jahr 1992 an einen privaten Pächter verpachtet.

## Wermsdorfer Fischerfest
Im Jahr 1969 wurde das Abfischen auf das zweite Wochenende im Oktober festgeschrieben. Damit stiegen die Besucherzahlen stark an und es waren mehrere tausend Besucher dabei. So entwickelte sich das Abfischen zu einem Volksfest. Zugleich wurde damit auch die Bekanntheit der Region und besonders Wermsdorf gesteigert. Der spätere Produktionsleiter der Binnenfischerei Udo Seidlitz hatte schon im Jahr 1954 diese Idee, jedoch sollten noch mehrere Jahre vergehen, bis es dann am 10. Oktober 1969 endlich soweit war und das erste Fischerfest in Wermsdorf stattfand. Seidlitz hat mit einem Trick die Parteibonzen der DDR überlistet und bezog sich auf den 20. Jahrestag der Gründung der DDR. Die Festwoche der Binnenfischerei in Wermsdorf war sogleich ein Beitrag zu der Festwoche 20 Jahre DDR in Berlin. Neben frischen Fisch wurde die heute berühmte Wermsdorfer Fischsuppe präsentiert. Damals ein Kraftakt, weil nicht immer die nötigen Gemüsesorten wie Paprika, Sellerie, Meerrettich, Zwiebeln, Tomaten und Gewürze in der Mangelwirtschaft vorrätig gewesen sind. In den 50 Jahren ist es nun zu einem Volksfest gewachsen mit Riesenrad, Vergnügungspark, Losbuden, diversen Verkaufsständen und natürlich Fisch in allen Varianten und Spezialitäten. Zahlreiche Imbissstände bieten Bauernbrot, Entenbratwurst, Pfefferkuchen, Pferdewurst, Softeis, Gänsekeulen und Flammkuchen sowie Getränke aller Art an.
Das am 2. Oktoberwochenende jährlich stattfindende Volksfest ist ein lohnendes Ausflugsziel für zehntausende Besucher. Diese können den traditionellen Fischzug vor Ort erleben, welcher fachkundig erklärt und erläutert wird. Es herrscht eine lockere fröhliche Atmosphäre und ausgelassene Stimmung. Dank der umsichtigen Organisatoren und freiwilligen Helfern verläuft das Fest friedlich und reibungslos.

## Fischkönigin
Bei einem Volksfest mit dem Abfischen in dieser Größenordnung darf natürlich eine Fischkönigin nicht fehlen. Während einer Agrarmesse in Leipzig in den neunziger Jahren entstand die Idee und wurde mit der ersten Königin im Jahr 1997 verwirklicht. Seit dem Jahr 2002 wird die Königin mit einer Wanderkrone bekrönt. Die Fischkönigin vertritt die nächsten zwei Jahre mit ihrem Ehrenamt die Wermsdorfer Fischer mit Repräsentationsaufgaben, wie das Fisch- und Waldfest Moritzburg oder bei der Grünen Woche in Berlin.
| Nr. | Dauer         | Name                           | Titelname    | Ort                    |
| --- | ------------- | ------------------------------ | ------------ | ---------------------- |
| 19. | 2022 bis 2024 | Charlotte Opitz                | Charlotte I. | Oschatz                |
| 18. | 2019 bis 2021 | Julia Frenzel                  | Julia I.     | Malkwitz               |
| 17. | 2017 bis 2019 | Lisa Keil                      | Lisa I.      | Wurzen                 |
| 16. | 2015 bis 2017 | Sarah Appenfelder              | Sarah I.     | Wermsdorf              |
| 15. | 2013 bis 2015 | Sandra Gössel                  | Sandra I.    | Schmiedeberg/Osterzg.  |
| 14. | 2011 bis 2013 | Anne Graichen                  | Anne I.      | Thräna bei Borna       |
| 13. | 2009 bis 2011 | Katja Patallas                 | Katja III.   | Liptitz (Wermsdorf)    |
| 12. | 2008 bis 2009 | Mandy Vogel                    | Mandy I.     | Mügeln                 |
| 11. | 2007 bis 2008 | Thekla Mayerhofer              | Thekla I.    | Wermsdorf              |
| 10. | 2006 bis 2007 | Birgit Holzmann                | Birgit I.    | Borsdorf               |
| 9.  | 2005 bis 2006 | Susan Müller                   | Susan I.     | Wermsdorf              |
| 8.  | 2004 bis 2005 | Claudia Baumann                | Claudia I.   | Wermsdorf              |
| 7.  | 2003 bis 2004 | Kristin Patzsch                | Kristin I.   | Wermsdorf              |
| 6.  | 2002 bis 2003 | Katja Hornauer                 | Katja II.    | Wermsdorf              |
| 5.  | 2001 bis 2002 | Inka Horn                      | Inka I.      | Großsteinbach (Döbeln) |
| 4.  | 2000 bis 2001 | Antje Blei                     | Antje I.     | Brandis                |
| 3.  | 1999 bis 2000 | Daniela Schütze (Verh. Opitz)  | Daniela I.   | Lonnewitz              |
| 2.  | 1998 bis 1999 | Katja Fischer (Verh. Blume)    | Katja I.     | Naundorf (Mügeln)      |
| 1.  | 1997 bis 1998 | Ines Zboralski (Verh. Schurig) | Ines I.      | Merkwitz               |

## Binnenfischerei in Sachsen
Das Land Sachsen ist nach Bayern der zweitgrößte Produzent von Speisekarpfen in Deutschland und somit der Gesamtfischerzeugung seit Jahren nach Bayern und Baden-Württemberg der drittgrößte Fischerzeuger in der deutschen Binnenfischerei.
In der sächsischen Binnenfischerei erwirtschafteten im Jahr 2018 über 200 Betriebe mit einer Teichfläche von 8500 Hektar eine Gesamtfangmenge von 2216 Tonnen Frischfisch. Die Gesamtproduktion der Binnenfischerei in Sachsen bestehen überwiegend durch die Erträge aus Aquakultur, Fischzucht und -haltung von Nutzfischen, und in wenigeren Umfang aus der Fischereiausübung.
Die Basis für die Aquakultur in Sachsen bilden zurzeit rund 8500 ha Karpfenteiche,  Forellenteichen und -anlagen sowie zwei Netzgehege und drei Warmwasserkreislaufanlagen. Die Aquakultur ist die wichtigste Produktionsform in der Karpfenteichwirtschaft mit einem Anteil von 90 % an der durchschnittlichen jährlichen Speisefischgesamtproduktion.
Übersicht der Gesamtfangmenge in Sachsen aus dem Jahr 2018:
| Nr. | Fischart               | Menge in Tonnen | Zusatz      |
| --- | ---------------------- | --------------- | ----------- |
| 1.  | Speisekarpfen          | 1716            |             |
| 2.  | Afrikanischer Raubwels | 115             | Aquakultur  |
| 3.  | Forellen               | 102             | Gesamtmenge |
| 4.  | Sibirischer Stör       | 51,5            |             |
| 5.  | Schleie                | 46,6            |             |
| 6.  | Hecht                  | 15,9            |             |
| 7.  | Zander                 | 14              |             |
| 8.  | Europäischen Wels      | 11,4            |             |
| 9.  | Bachsaibling           | 5,2             |             |
| 10. | Sonstiger Fisch        | 142             |             |